# Autorità di bacino regionale dell'Abruzzo
L'Autorità dei bacini dell'Abruzzo è una delle Autorità della Regione Abruzzo che opera nel settore della difesa del suolo.
La sede amministrativa è all'Aquila, Via Salaria Antica est n° 27